# Charles-Alexandre Lesueur

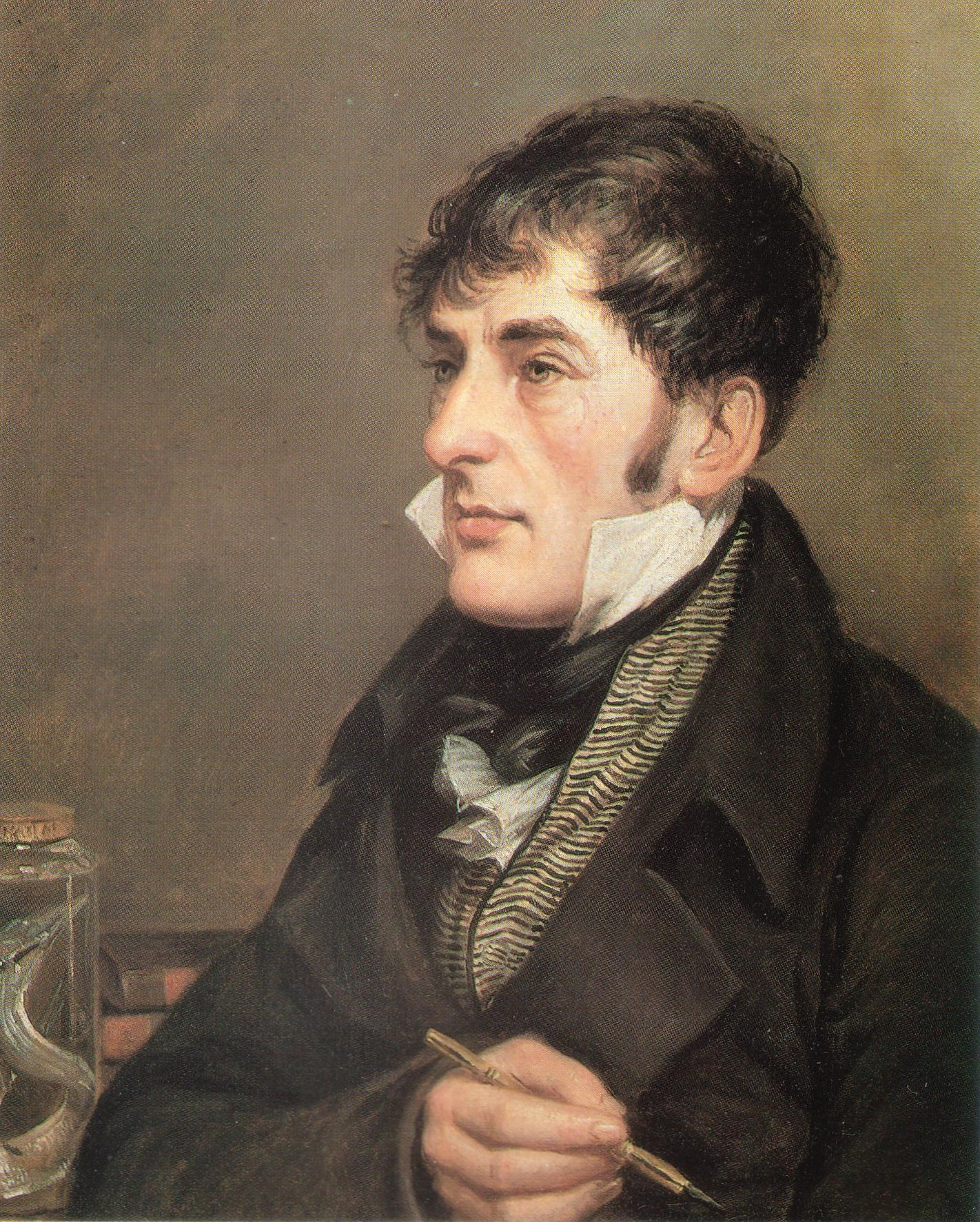
Charles Alexandre Lesueur 1818, gemalt von Charles Willson Peale.

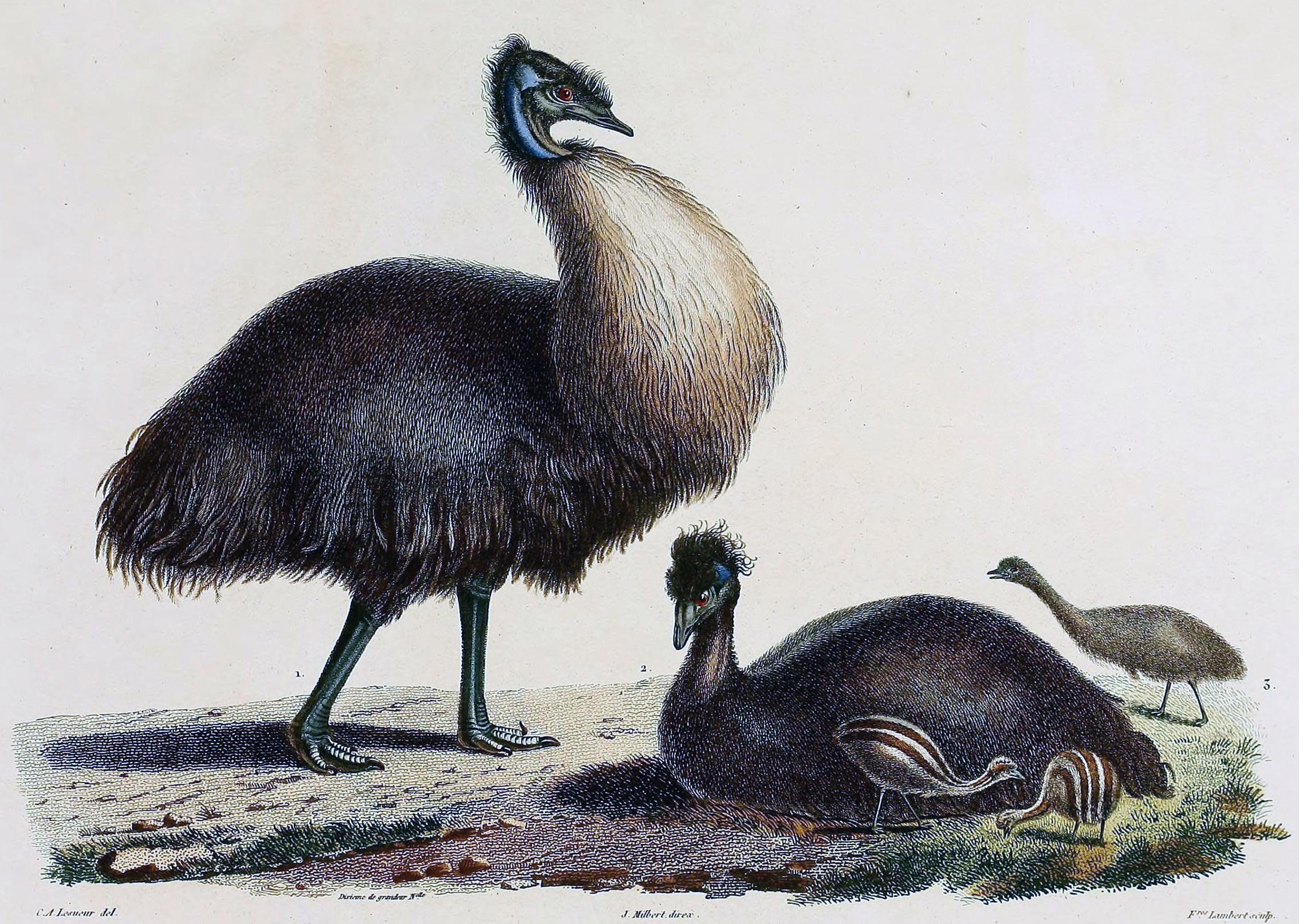
Handkolorierter Kupferstich von F. Lambert nach Gemälden und Zeichnungen von Charles-Alexandre Lesueur, der offizielle Künstler bei der Baudin-Expedition

Charles Alexandre Lesueur (* 1. Januar 1778 in Le Havre; † 12. Dezember 1846 in Sainte-Adresse, Département Seine-Maritime) war ein französischer Naturforscher, Entdecker und Maler. Sein offizielles biologisches Autorenkürzel lautet „Les.“. 

## Leben und Wirken
Der Autodidakt Ch.A. Lesueur begleitete als Künstler Nicolas Baudin (1754–1803) im Jahre 1801 und dessen Expedition zur Vermessung der australischen Küste (Baudin-Expedition). Auf dieser Reise war er mit dem Zoologen François Péron befreundet.
Gemeinsam mit François Péron (1775–1810)  übernahm er die naturwissenschaftlichen Agenden der Expedition, nachdem der ursprünglich vorgesehene Zoologe René Maugé de Cely bei der Überfahrt erkrankte und 1802 in Tasmanien verstorben war. Gemeinsam dokumentierten sie über 100.000 zoologische Arten und trugen so erheblich zur Erforschung der australischen Fauna und zum Erfolg von Baudins Expedition bei.

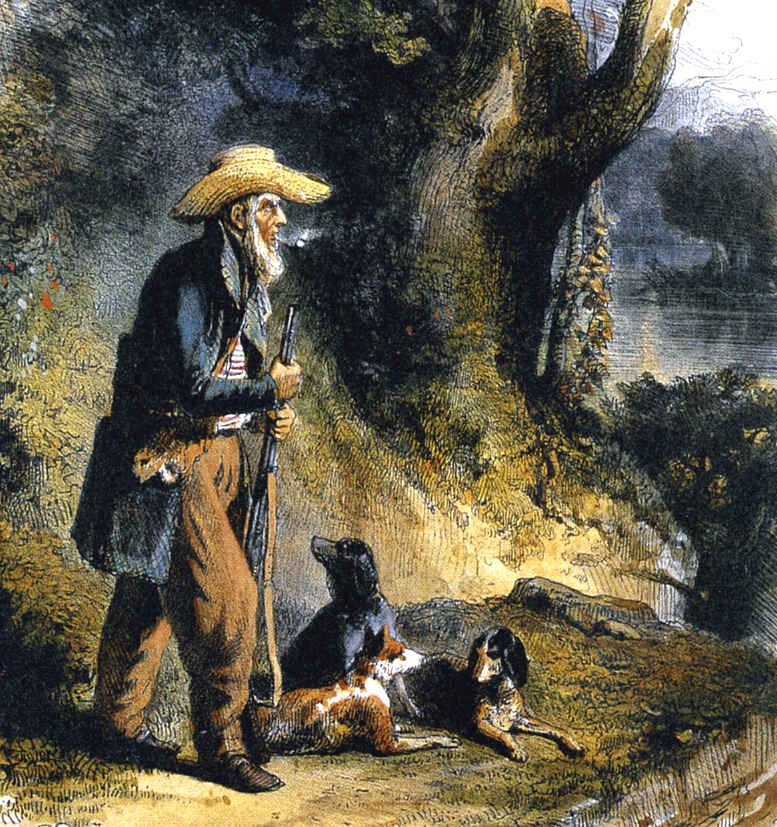
Charles Alexandre Lesueur in New Harmony, gemalt von Karl Bodmer

Von 1815 bis 1837 lebte Lesueur in den USA, zunächst in Philadelphia, wo er an der ersten experimentellen Schule für Mädchen in den USA unterrichtete und einer der Gründer der Academy of Natural Sciences wurde, und von 1826 bis 1837 in New Harmony, Indiana. Er studierte vor allem Fische und Schildkröten und veröffentlichte zahlreiche Artikel im Journal of the Academy of Natural Sciences of Philadelphia.  
Lesueur war einer der Pioniere der Lithografie in den USA. Er kehrte im Jahre 1837 nach Frankreich zurück. Im Jahre 1844 erhielt er die Silbermedaille von der Société libre des Beaux-Arts in Paris. Als Anerkennung für sein wissenschaftliches Lebenswerk wurde er zum Chevalier de l’Order de la Légion d’Honneur ernannt. Im Jahre 1845 bot ihm die Stadt Le Havre die Position eines Kurators des Naturhistorischen Museums, Muséum d’histoire naturelle du Havre wo die Hälfte der Sammlung durch ihn selbst beigetragen worden war.
Nach Lesueur ist der Mount Lesueur mit dem Lesueur-Nationalpark in Western Australia nördlich von Perth benannt. Ebenso erinnern die australischen Tierarten Lesueurs Laubfrosch (Litoria lesueurii (Duméril & Bibron, 1841)), Lesueurs Samtgecko (Amalosia lesueurii (Duméril & Bibron, 1836)) und die Agame Intellagama lesueurii (Gray, 1831) an seine Forschungstätigkeit.

## Mitgliedschaften
Als 1838 La Société Cuvierienne gegründet wird, war er eines der 140 Gründungsmitglieder der Gesellschaft.